# Mercedes-Benz Classe G II
La Mercedes-Benz Classe G est un véhicule tout-terrain premium du constructeur automobile allemand Mercedes-Benz. Elle est commercialisée à partir de 2018, et remplace la première génération produite de 1993 à mi-2018.

## Présentation
La seconde génération du Mercedes-Benz Classe G Type 464 est présentée aux États-Unis au Salon de Détroit 2018. Elle est ensuite présentée en Europe au Salon de Genève 2018 avant d'être commercialisée en mai 2018.
Il est restylé en 2024.

Mercedes-Benz Classe G II AMG 63
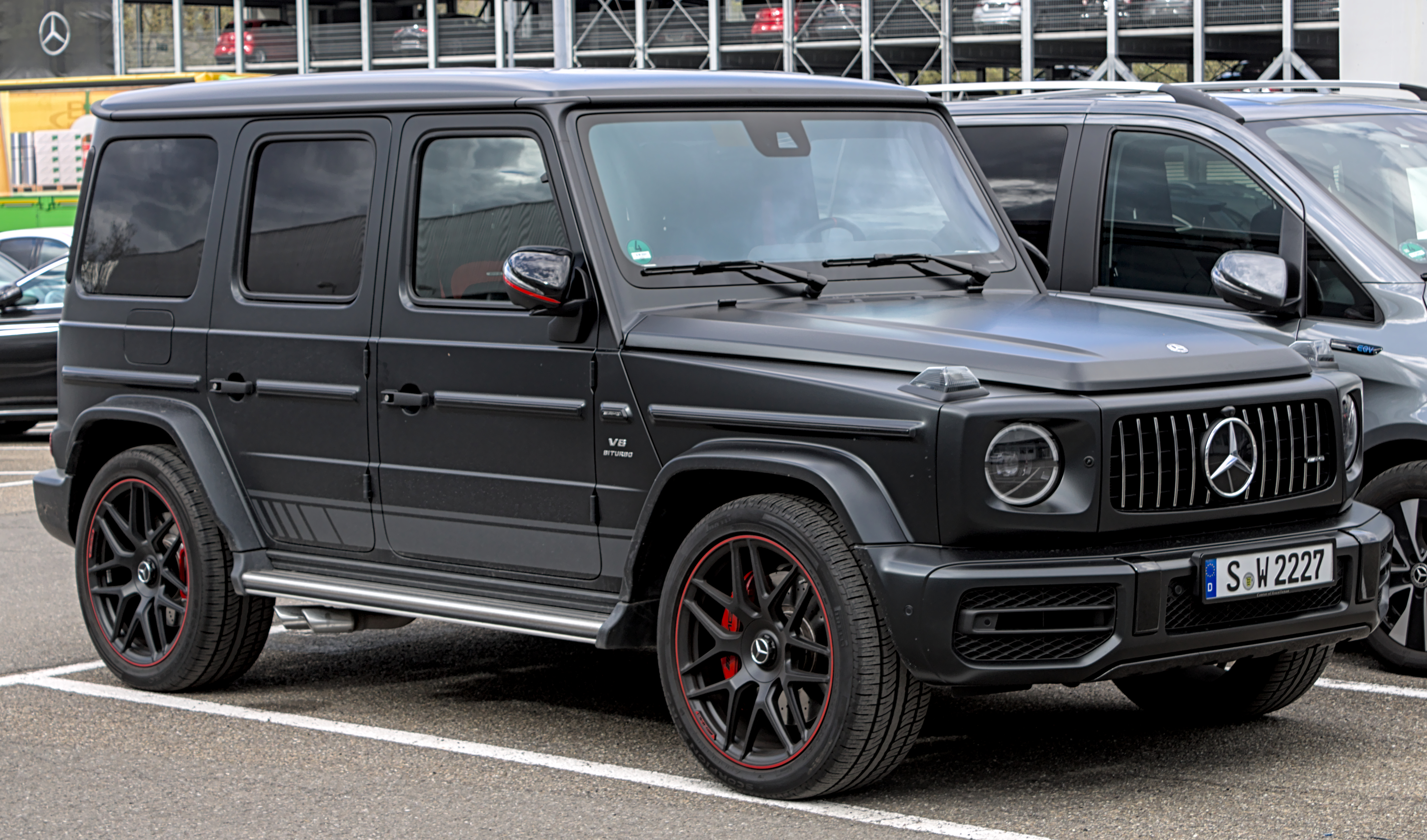
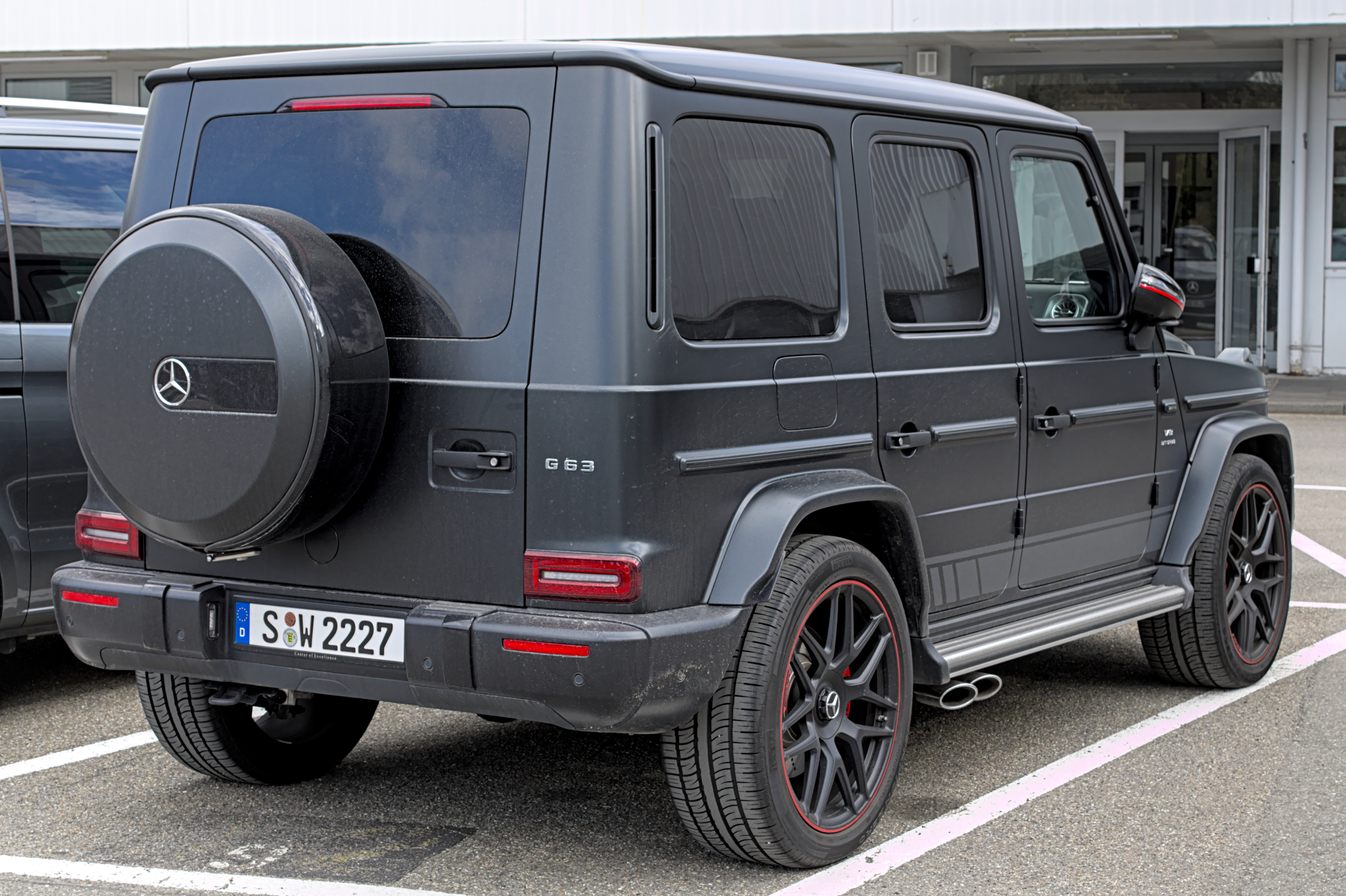

## Design
La ligne du nouveau tout-terrain Mercedes reste dans la même filiation que sa prédécesseure avec des traits rectilignes quasiment inchangés. Les optiques évoluent par contre en adoptant la technologie LED.
À l'inverse, la planche de bord change radicalement avec l'utilisation des écrans numériques « Widescreen cockpit ». Le tableau de bord est ainsi composé d'un écran de 31 cm en série ou de deux écrans de 31 cm en option ou en fonction de la finition, formant une dalle face au conducteur associé au système multimédia MBUX (Mercedes-Benz User Experience) de Mercedes.

## Caractéristiques techniques
Le Classe G II repose sur un nouveau châssis échelle associé à un train avant à suspensions à double triangulation et un essieu rigide à l'arrière.
Le Classe G s'est agrandi de 121 mm en largeur, 53 mm en longueur et sa garde au sol a augmenté de 6 mm. Grâce à l'utilisation de différents aciers et d'aluminium (ailes, capot-moteur, portes), le gain de poids avoisine les 170 kg et la rigidité a augmenté de 55 %.

### Motorisations
Le Classe G de seconde génération reçoit un V8 essence en deux puissances disponibles. Depuis fin 2018, un moteur six-cylindres en ligne Diesel est également disponible, développant 286 ou 330 ch, respectivement dénommé « 350d » et « 400d ».
| Logo de Mercedes-Benz                             | Mercedes-Benz Classe G II          | Mercedes-Benz Classe G II          | Mercedes-Benz Classe G II          | Mercedes-Benz Classe G II          |
| Logo de Mercedes-Benz                             | G 350d                             | G 400d                             | G 500                              | G 63 AMG                           |
| ------------------------------------------------- | ---------------------------------- | ---------------------------------- | ---------------------------------- | ---------------------------------- |
| Moteur                                            | 6-cylindres en ligne               | 6-cylindres en ligne               | 8-cylindres en V                   | 8-cylindres en V                   |
| Admission                                         | Turbocompressé                     | Turbocompressé                     | Bi-Turbocompressé                  | Bi-Turbocompressé                  |
| Cylindrée (cm3)                                   | 2 925                              | 2 925                              | 3 982                              | 3 982                              |
| Puissance maximale (ch)                           | 286                                | 330                                | 422                                | 585                                |
| au régime de : (tr/min)                           | 3 750                              | 3 750                              | 5 250                              | 6 000                              |
| Couple maximal (N m)                              | 600                                | 700                                | 610                                | 850                                |
| au régime de : (tr/min)                           | 1 600                              | 1 600                              | 2 000                              | 2 500                              |
| Boîte de vitesses                                 | Automatique 9 rapports (9G-Tronic) | Automatique 9 rapports (9G-Tronic) | Automatique 9 rapports (9G-Tronic) | Automatique 9 rapports (9G-Tronic) |
| Transmission                                      | Intégrale                          | Intégrale                          | Intégrale                          | Intégrale                          |
| Vitesse maximale (km/h)                           | 199                                | 199                                | 210                                | 240                                |
| 0-100 km/h (s)                                    | 7,4                                | 6,7                                | 5,9                                | 4,5                                |
| Consommation (L/100 km) urbain/extra-urbain/mixte | 9,6                                | 10,4                               | 14,2/9,3/11,1                      | 16,5/11,1/13,1                     |
| Émissions de CO2 ( g/km)                          | 252                                | 252                                | 263                                | 299                                |
| Masse à vide (kg)                                 | 2 610                              | 2 610                              | 2 470                              | 2 560                              |
| Capacité du réservoir (L)                         | 90                                 | 90                                 | 100                                | 100                                |
| Norme environnementale                            | Euro 6                             | Euro 6                             | Euro 6                             | Euro 6                             |

## Finitions
- G500 Style Line[4],[8]
  - aide au parking active avec Parktronic
  - climatisation Thermotronic à trois zones
  - freinage d’urgence avec fonction de freinage autonome
  - jantes de 18 pouces à double branches
  - régulateur de vitesse Tempomat
  - système multimédia avec écran de 31 cm

- G500 Executive Line (Style Line +)
  - combiné d’instrumentation digitale Widescreen avec écran 31 cm
  - éclairage d’ambiance (64 couleurs possibles)
  - pack extérieur Acier Inoxydable
  - projecteurs LED

- G500 AMG Line (Executive Line +)
  - jantes de 20 pouces
  - kit carrosserie spécifique AMG
  - système d’échappement Sport
  - tapis de sol AMG
  - volant sport multifonctions

- G63 AMG
  - amortissement adaptatif réglable (AMG Ride Control)
  - jantes alliage de 20 pouces
  - échappement sport
  - kit carrosserie AMG
  - pack intérieur (sièges en cuir Nappa, amortissement adaptatif, système de freinage hautes performances AMG)
  - toit ouvrant électrique en verre
  - système audio à 15 haut-parleurs

### Séries spéciales
- Couleur " sable du désert " (37 exemplaires)
- Stronger Than Time : Pour fêter les 40 ans du Classe G, Mercedes propose une série spéciale Stronger Than Time[9] (nombre d’exemplaires non communiqués) basée sur la finition AMG Line, avec les moteurs essence G500 et G 63 , ainsi que le diesel G400d[10].
  - assistance à la conduite
  - caméra 360°
  - feux obscurcis
  - inscription "Stronger than time" sur la poignée de maintien passager
  - lampe d’ambiance projetant le logo "Stronger Than Life" au sol sous les rétros
  - rétroviseurs peints en noir
  - suspension avec système d’amortissement adaptatif
  - système audio Burmester
  - toit ouvrant électrique coulissant
  - vitres teintées